# Me!
«ME!» (estilizado en mayúsculas) —en español: «¡Yo!»— es una canción de la cantante estadounidense Taylor Swift en colaboración con Brendon Urie, vocalista de la banda Panic! at the Disco. Fue lanzada a través de Republic Records el 26 de abril de 2019 como sencillo líder del séptimo álbum de estudio de Swift, Lover (2019).

## Promoción
Varios medios de comunicación informaron el 25 de abril que un mural de una mariposa en el vecindario de Gulch en Nashville, Tennessee, pintado por la artista callejera Kelsey Montague, tenía conexión con la próxima música de Swift, que se lanzaría el 26 de abril de 2019. Una multitud de cientos de personas se reunió en el mural al que luego Montague le añadió la palabra «ME!». Montague le dijo al canal WKRN que "el mural fue pintado para ABC, ESPN y la NFL Draft 2019", pero Swift luego publicó en su historia de Instagram que ella encargó el mural y puso pistas sobre la canción y nueva música. Más tarde Swift apareció y se tomó fotos con los fanes en el mural, diciéndoles que vieran el canal ABC (y su cobertura del Draft de la NFL) esa noche para obtener más pistas. Swift confirmó más tarde una entrevista con Robin Roberts que se emitiría en ABC en vivo desde Nashville ese mismo día.[cita requerida] Durante la entrevista, ella confirmó el título de la canción y la participación de Urie, y dijo que la canción y el video musical se lanzarían a la medianoche.

## Composición
Es una canción Bubblegum pop coescrita por Joel Little. En una entrevista con Robin Roberts, Swift describió la canción como "abrazar tu individualidad y realmente poseerla", diciendo que "con una canción pop, tenemos la capacidad de tener una melodía atrapada en la cabeza de la gente, y yo solo quiero que se sientan mejor con ellos mismos, no peor".

## Recepción crítica
«Me!» recibió críticas mixtas por parte de la crítica especializada. En un artículo titulado «Me!» por Spencer Kornhaber de The Atlantic escribió que la canción «no tiene casi ningún elemento que alguna vez la hizo interesante, pero tiene un chirrido de delfines para un coro». Al escribir para Pitchfork, Anna Gaca dijo que «es un escaparate a uno de los aspectos más débiles y débiles del trabajo de Swift», y agregó que «no es difícil escribir una canción mejor que esta». Rhian Daly de NME escribió que la letra de la canción «son solo mensajes superficiales sobre el amor propio y la aceptación, un tipo de #positividad hueca que se coloca en las tarjetas de felicitación y en las camisetas con eslogan que se venden como empoderamiento personal».
Al escribir para Los Angeles Times, Mikael Wood declaró que la canción tiene «su letra más débil» y que «nada acerca de esta canción avanza en nuestra forma de pensar acerca de Swift». Carl Wilson, de Slate, la llamó «mullida e inmaterial», y agregó que Swift y Urie «simplemente rastrean un gran número de besos y maquillaje de un musical para adolescentes». Al escribir para The Daily Telegraph, Kate Solomon opinó que «ella inventó la que podría ser su canción más popular hasta la fecha», y continuó diciendo que «el punto más bajo podría ser Swift gritando: '¡deletrear es divertido, chicos!' como si fuese una consejera maníaca del campamento de verano porque se ha dado cuenta de que «no puedes deletrear asombroso sin mí».
Alice Webb-Liddall, de Spinoff, escribió: «estaba preparada para gustarme hasta que Taylor gritó 'Spelling is fun' y desde ese momento en el video me sentí un poco enferma». Matthew McAuley, de la misma revista, opinó que Urie «sacó todas las paradas para intentar arruinarla». Al escribir para The Independent, Alexandra Pollard declaró que la canción es «tan insípida que no hay literalmente nada que decir al respecto», y que «ha demostrado ser algo así como un squib húmedo», por el contrario, Roisin O'Connor del mismo sitio elogió la canción al escribir que «Swift demuestra una vez más su dominio del contagioso pop hook en una de las reinvenciones más drásticas de su carrera hasta la fecha».
En la nota positiva escrita por Chris Willman, de Variety, declaró que la canción es un «un deleite fantasmagórico» que «puede establecer algún tipo de estándar nuevo sobre cómo se puede inducir instantáneamente un aumento de azúcar sin en realidad mantener la caña pura con una aguja rosa». Rob Sheffield de Rolling Stone llamó a la canción «campy», «burbujeante» y «un sencillo líder de [Swift] totalmente canónico».
Rob Harvilla de The Ringer opinó «que la canción es una confabulación disgustamente tonta del pop Disney con un coro de gusanos y una cierta insidiosidad para él». Al escribir para Billboard, Jason Lipshutz declaró: «su nuevo sencillo es igualmente brillante, y la autoevaluación de «Blank Space» se muestra en los versos, pero también es mucho más amplia, mucho más alegre y se entrega sin una onza de sarcasmo o snark». Continuó escribiendo que «con sus exagerados tambores, su trompa y su coro pegajoso y cantante, el sencillo producido por Joel Little se basa en una diversión sana» mientras afirma que Urie «trae su teatralidad esperada». Hugh McIntyre, de Forbes, escribió que «en un mundo en el que los millennials se han apoderado de las estaciones de radio y las reglas del sad-pop en las listas de Billboard, el optimismo de Swift es bienvenido" y destacó que la canción «no es solo una canción pop, es un escape momentáneo que tenemos y todos necesitábamos». Erin Vanderhoof, de Vanity Fair, calificó a sencillo como «una salida perfecta para su energía teatral-infantil» a la vez que elogió la colaboración diciendo: «[la canción] lo reúne todo, dos avatares para camarillas sociales teens que combinan su talento y el entusiasmo del artista en carreras que duran más una década uniendo fuerzas para hacer una canción que encaja perfectamente en ambos catálogos».

## Video musical
El video musical comienza con una serpiente deslizándose en un piso que luego explota en un grupo de mariposas, un punto de referencia probable para observar el final de su era anterior, Reputation donde las serpientes eran un motivo, y daban la bienvenida al inicio de la próxima. El video muestra a Swift y Urie participando en una discusión en francés, con subtítulos proporcionados, en una unidad de apartamento, en la que Swift se refiere a sus gatos Meredith y Olivia como sus "hijas". Swift lleva un vestido tule en blanco y negro con detalles florales.  Swift abandona la habitación sin Urie y comienza a cantar la canción al cerrar la puerta en el pasillo.  Swift camina por el pasillo, y la cámara corta brevemente un grupo de obras de arte enmarcadas colgadas en el departamento de chicas con gafas de sol y un retrato de Dixie Chicks durante la línea "y hay muchas chicas geniales por ahí". Luego se ve a Swift caminando hacia el vestíbulo acompañado de varias nubes de tormenta, una de las cuales tiene la forma de una serpiente que trata de tragarla pero que se convierte en polvo al hacerlo.  El video corta a una escena en la que Swift, que viste un traje, baila con sus bailarines de respaldo, que sostienen bolsas de oficina.  Urie mira hacia la calle desde el apartamento y salta por el balcón con un paraguas al estilo de Mary Poppins con un traje con estampado floral.
Él aterriza en el techo de un edificio con un alero en forma de unicornio, donde se ve a Swift sentada en el borde con un vestido rosa que se convierte en una cascada, en el trasfondo de la transición se puede observar las letras que aluden a la temática de "Lover" como la referencia del lanzamiento del álbum.  Urie luego intenta y no logra ganar a Swift con elementos clásicos y banales, como un ramo de flores y un anillo.  Luego la sorprende presentando un gato, que Taylor adoptó más tarde como su tercera mascota y la llamó Benjamin Button.  La cámara corta a Urie abriendo su corazón, que se revela como un caleidoscopio.  Swift ha revelado en una transmisión en vivo de Instagram que esta es una referencia a su canción de 2014, "Welcome to New York", donde canta "caleidoscopio de latidos cardíacos ruidosos bajo capas".  Urie y Swift luego cantan en un escenario en forma de corazón, de color rosa anaranjado, se unieron a una banda de ángeles y bailarinas go-go que vestían ropa de estilo moderno de los años sesenta.  Mientras el puente toca, Swift y Urie se ponen los uniformes de la banda azul de marcha y bailan con un grupo de bailarines con el mismo atuendo, pero de color rosa.  El video luego corta a una escena del dúo bailando en una ventana flotante con un fondo psicodélico.  La última escena muestra a Swift con un atuendo azul que se funde con lo que parece ser un chicle líquido mientras que Urie corriendo invoca el mismo líquido alrededor de la calle, como si fuera lluvia. El video termina con el dúo entrando al mismo edificio de apartamentos con un paraguas mientras la lluvia de chicle continúa en la calle durante la noche.
El video musical de la canción fue lanzado junto a la canción el 26 de abril de 2019. Fue producido por Swift y el director Dave Meyers, conocido por haber trabajado anteriormente con artistas como Ariana Grande y Katy Perry. El 27 de abril de 2019, el video musical acumuló 65.2 millones de reproducciones en su primer día de lanzamiento, rompiendo el récord de 24 horas de Vevo que tenía Ariana Grande "Thank U, Next". El video también rompió el récord personal de Swift con su número uno de 2017, "Look What You Made Me Do", su video musical obtuvo 43.2 millones de visitas el 28 de agosto de 2017. "Me!"  El video musical también se convierte en el video más visto en las 24 horas por la artista femenina. Actualmente dicho video tiene más de 400 millones de visitas en YouTube.
Swift ha declarado que hay varios huevos de Pascua en el video, y que hay tres niveles en el video, desde el más obvio al menos obvio, que apuntan a pistas sobre el próximo álbum (Lover), sencillo y gira. Se reveló que "You Need to Calm Down", una línea que Brendon le dice a Taylor al principio en francés, sería el segundo sencillo y que el título del álbum "Lover" se adivinó correctamente de antemano. Otros títulos potenciales que pueden terminar en el álbum son "Kaleidoscope", "Home" y "Awesome".

## Rendimiento comercial
La canción rompió cuatro récords de Amazon Music que incluyen la mayoría de las transmisiones del primer día, la mayoría de las transmisiones de la primera semana y las solicitudes de voz más solicitadas con Alexa de un solo debut en la plataforma.  En Spotify, "ME!"  abrió en el número uno en las listas de Global Spotify con 7.94 millones de transmisiones con fecha del 26 de abril de 2019, superando su éxito de 2017, "Look What You Made Me Do", que abrió con 7.90 millones de transmisiones con fecha del 25 de agosto de 2017.
En los Estados Unidos, "ME!"  debutó en el número 100 en el Billboard Hot 100 basándose únicamente en sus primeros tres días de radio, con 36.9 millones en audiencia de radio.  En su segunda semana, el 11 de mayo de 2019, la canción saltó 98 puestos al número 2 detrás de "Old Town Road" de Lil Nas X con Billy Ray Cyrus, convirtiéndose en el salto más grande en una sola semana en la historia de los Hot 100, batiendo el récord establecido previamente "My Life Would Suck Without You" de Kelly Clarkson, aunque Clarkson aún mantiene el récord del salto más grande al número uno en la tabla.  La canción también debutó en la cima de la lista de ventas de canciones digitales de EE. UU. Como el décimo sexto topper de Swift, con 193,000 descargas vendidas.  La suma fue la mejor apertura desde que el "Look What You Made Me Do" de Swift vendió 353,000 en su primera semana. "ME!"  También debutó en el número dos en la lista de canciones de streaming de Billboard.  Obtuvo 50 millones de transmisiones estadounidenses en una semana.  En Canadá, "ME!"  tuvo una carrera muy similar en las listas como lo hizo en los Estados Unidos.  En el Canadian Hot 100, "ME!"  Abierto en el número dos.  En la tabla de ventas de canciones digitales canadienses, "ME!"  Abierto en el número uno.
En el UK Singles Chart, "ME!"  debutó en el número 3 detrás de "Old Town Road", que cayó al número 2, y "Vossi Bop" del rapero inglés Stormzy, que debutó en el número 1 la misma semana.  "ME!"  También vendió 67,000 descargas en su primera semana en el Reino Unido, lo que lo convierte en el segundo mayor debut femenino del año en ventas en el país, detrás de los "7 Rings" de Ariana Grande.  En Escocia, "ME!"  debutó en el número uno, convirtiéndose en el cuarto goleador de Swift y el duodécimo top diez de éxito en el país.  "ME!"  se abrió en el número cuatro en Islandia, convirtiéndose en el sencillo más alto de Brendon Urie en el país.  En Irlanda, "ME!"  debutó en el número cinco en el Irish Singles Chart el 4 de mayo de 2019. "ME!"  debutó y alcanzó el puesto número dos en el ARIA Singles Chart del 4 de mayo de 2019, convirtiéndose en el 17.º top 10 de Swift en Australia. "ME!"  se convirtió en el primer sencillo de Swift en no alcanzar el número uno en Australia desde "We Are Never Ever Getting Back Together" en 2012. Además, también encabezó la lista de ARIA Digital Songs. En Nueva Zelanda, "Me!" debutó en el número tres en las listas de sencillos de Nueva Zelanda, sumando el decimocuarto de Swift y el primer top 10 de Urie en el país.
En Asia, "ME!" Recibió gran éxito de la carta.  En Japón, "ME!"  debutó en 31 más tarde llegando al número 6 en el Japan Hot 100, convirtiéndose en el séptimo de Swift y el primer top 10 de Urie en el país.  En China, la canción debutó en el número uno en las listas de idiomas extranjeros / juegos aéreos de China, (Powered by Billboard), convirtiéndose en la primera canción de Swift y Urie en la nueva lista.  En Malasia, la canción se abrió en el número dos impulsado por transmisión.  "ME!"  ha demostrado ser bastante más exitoso en América Central.  En Ecuador, la canción también debutó en la cima de las listas de música del país.  En Costa Rica, "ME!"  debutó en el número seis en el cuadro de airplay.

## Presentaciones en vivo
Swift y Urie abrieron la entrega de premios Billboard Music Awards 2019 el 1 de mayo de 2019, con una presentación de «Me!».

## Posicionamiento en listas
| Listas (2019)                                   | Mejor posición |
| ----------------------------------------------- | -------------- |
| Alemania (Media Control AG)                     | 8              |
| Argentina (Argentina Hot 100)                   | 42             |
| Australia (ARIA)                                | 2              |
| Austria (Ö3 Austria Top 40)                     | 7              |
| Bélgica (Flandes) (Ultratop 50)                 | 12             |
| Bélgica (Valonia) (Ultratip Bubbling Under)     | 4              |
| Bolivia (Monitor Latino)                        | 12             |
| Brasil (Crowley Charts)                         | 87             |
| Brasil International Pop Songs (Crowley Charts) | 6              |
| Canadá (Canadian Hot 100)                       | 2              |
| China Airplay/FL (Billboard)                    | 1              |
| Colombia (National-Report)                      | 18             |
| Costa Rica (Monitor Latino)                     | 6              |
| Croacia (HRT)                                   | 3              |
| Dinamarca (Tracklisten)                         | 19             |
| Ecuador (National-Report)                       | 1              |
| El Salvador (Monitor Latino)                    | 3              |
| Estados Unidos (Billboard Hot 100)              | 2              |
| Estados Unidos (Adult Contemporary)             | 7              |
| Estados Unidos (Adult Top 40)                   | 5              |
| Estados Unidos (Hot Dance Club Songs)           | 43             |
| Estados Unidos (Billboard Hot 100)              | 2              |
| Estados Unidos (Adult Contemporary)             | 7              |
| Estados Unidos (Adult Top 40)                   | 5              |
| Estados Unidos (Mainstream Top 40)              | 7              |
| Estonia (Eesti Ekspress)                        | 5              |
| Finlandia (OFC)                                 | 16             |
| Francia (SNEP)                                  | 66             |
| Grecia (IFPI Grecia)                            | 4              |
| Guatemala (Monitor Latino)                      | 4              |
| Hungría (Single Top 40)                         | 1              |
| Hungría (Stream Top 40)                         | 4              |
| Irlanda (IRMA)                                  | 3              |
| Islandia (Tonlist)                              | 4              |
| Israel (Media Forest)                           | 3              |
| Italia (FIMI)                                   | 19             |
| Japón (Japan Hot 100)                           | 6              |
| Japón Combined Weekly Singles (Oricon)          | 22             |
| Letonia (Latvijas Top 40)                       | 6              |
| Líbano (OLT20 Combined)                         | 2              |
| Líbano (OLT20 English Chart)                    | 11             |
| Malasia (RIM)                                   | 2              |
| México (Monitor Latino)                         | 2              |
| México Airplay (Billboard)                      | 1              |
| Reino Unido (UK Singles Chart)                  | 3              |
| República Checa (Rádio Top 100)                 | 43             |
| República Checa (Singles Digitál Top 100)       | 5              |
| Suiza (Schweizer Hitparade)                     | 12             |
| Venezuela (National-Report)                     | 3              |

## Premios y nominaciones
| Año  | Premiación                   | Categoría                          | Resultado | Ref.   |
| ---- | ---------------------------- | ---------------------------------- | --------- | ------ |
| 2019 | MTV Europe Music Awards      | Mejor Video                        | Ganador   | [ 72 ] |
| 2019 | MTV Video Music Awards       | Mejor Colaboración                 | Nominado  | [ 73 ] |
| 2019 | MTV Video Music Awards       | Mejores Efectos Especiales         | Nominado  | [ 73 ] |
| 2019 | MTV Video Music Awards       | Mejor Cinematografía               | Nominado  | [ 73 ] |
| 2019 | MTV Video Music Awards Japan | Mejor Video Femenino Internacional | Ganador   | [ 74 ] |
| 2019 | People's Choice Awards       | Video del Año                      | Nominado  | [ 75 ] |
| 2019 | Teen Choice Awards           | Mejor Canción Femenina             | Nominado  | [ 76 ] |
| 2020 | iHeartRadio Music Awards     | Mejor Videoclip                    | Nominado  | [ 77 ] |
| 2020 | Kids' Choice Awards          | Colaboración Favorita              | Nominado  | [ 78 ] |

## Créditos y personal
Créditos adaptados para Tidal.
- Taylor Swift – vocales, letras, producción
- Joel Little – producción, letras, programación de batería, guitarra, teclados, ingeniería de grabación, programación de sintetizador
- Brendon Urie – vocales, letras
- John Rooney – asistencia de registro de ingeniería, personal de estudio
- Serban Ghenea – ingeniería de mezcla, personal de estudio
- John Hanes – ingeniería de mezclas, personal de estudio

## Historial de lanzamiento
| Región         | Fecha               | Formato                    | Discográfica          | Ref.   |
| -------------- | ------------------- | -------------------------- | --------------------- | ------ |
| Varios         | 26 de abril de 2019 | Descarga digital Streaming | Republic Records      | [ 80 ] |
| Italia         | 26 de abril de 2019 | Contemporary hit radio     | Universal Music Group | [ 81 ] |
| Reino Unido    | 27 de abril de 2019 | Contemporary hit radio     | Virgin EMI Records    | [ 82 ] |
| Estados Unidos | 29 de abril de 2019 | Hot/Modern/AC radio        | Republic Records      | [ 83 ] |
| Estados Unidos | 30 de abril de 2019 | Contemporary hit radio     | Republic Records      | [ 84 ] |